# Fredrik Gustafsson (filmvetare)
Fredrik Gustafsson, född 1 september 1974 i Farsta i Stockholm, är en svensk filmkritiker och filmvetare.
Gustafsson doktorerade i filmvetenskap på University of St Andrews och är sedan 2022 ordförande i Svenska Filmkritikerförbundet. samt sitter i styrelsen för Svenska Filmakademin. Han har skrivit en bok om Hasse Ekman, publicerad av Berghahn Books, skrivit kapitel och essäer om film i diverse samlingsvolymer, samt skriver regelbundet artiklar och recensioner i bland annat Filmrutan och Axess. 2015 kurerade Gustafsson ett Hasse Ekman-retrospektiv på MoMA i New York.